# 張晉 (順治進士)
张晋（？—1658年），字康侯，陕西临洮府狄道县（今甘肃省定西市临洮县）人。清朝政治人物、同進士出身。

## 生平
順治九年（1652年）壬辰科進士，历官丹徒縣知縣，順治十四年（1657年），任丁酉科江南鄉試同考官。隨即，科場案發，順治帝從重處罰，同考官全部處絞，家人流放寧古塔。張晉處绞刑。工詩，有《黍谷》、《秋舫》、《一啸》、《苏门》、《劳劳》、《石芝》、《税云》諸集。